# Жеґрово
Жеґрово (пол. Żegrowo, нім. Seeger) — село в Польщі, у гміні Сміґель Косцянського повіту Великопольського воєводства.